# 石坂尚武
石坂尚武（いしざか なおたけ、1947年- ）は、日本の西洋史学者、同志社大学名誉教授。

## 人物・来歴
千葉県生まれ。同志社大学大学院文学研究科修士課程修了。94年「ルネサンス・ヒュマニズムの研究 「市民的人文主義」の歴史理論への疑問と考察」で同志社大・博士（文化史学）。同志社大学文学部助教授、教授、2018年定年退職、名誉教授。

## 著書
- 『ルネサンス・ヒューマニズムの研究 「市民的人文主義」の歴史理論への疑問と考察』晃洋書房, 1994.12
- 『西洋史講義 ルネサンスへの道・ルネサンスからの道』晃洋書房, 1996.5
- 『新・西洋史講義 ルネサンスへの道・ルネサンスからの道』晃洋書房, 1997.10
- 『地獄と煉獄のはざまで 中世イタリアの例話から心性を読む』知泉書館, 2016.3
- 『どうしてルターの宗教改革は起こったか ペストと社会史から見る』ナカニシヤ出版, 2017.10
- 『苦難と心性 イタリア・ルネサンス期の黒死病』刀水書房, 2018.3

翻訳
- 『イタリアの黒死病関係史料集』編訳. 刀水書房, 2017.12

## 論文
- <石坂尚武